# Odznaka Polskiego Towarzystwa Tatrzańskiego

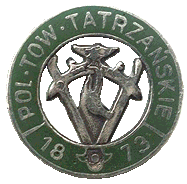
Odznaka PTT

Odznaka Polskiego Towarzystwa Tatrzańskiego (skrótowo: odznaka PTT) – odznaka członkowska i organizacyjna Polskiego Towarzystwa Tatrzańskiego. Odznaka ta stanowi również główny symbol stowarzyszenia. Reaktywowane oficjalnie w 1981 PTT jako prawny następca, sukcesor i kontynuator tradycji Towarzystwa Tatrzańskiego powołanego w roku 1873 wykorzystuje tradycyjne symbole dawnej organizacji, między innymi odznaki organizacyjnej. Na podstawie §15 p. 4 Statutu PTT do noszenia odznaki PTT mają prawo wszyscy członkowie zwyczajni towarzystwa.
Wzór odznaki został oficjalnie wprowadzony przez władze przedwojennego PTT  w 1933 r. i przedstawia pomniejszoną wersję poprzedniej, ustanowionej w 1906 tzw. „blachy” (będącej motywem sprzączki góralskiej z wpasowanym wewnątrz rysunkiem głowy kozicy) otoczoną zielonym, emaliowanym otokiem o średnicy 2,5 cm z umieszczonym na nim napisem „Pol. Tow. Tatrzańskie” oraz datą 1873, oznaczającą rok założenia Galicyjskiego Towarzystwa Tatrzańskiego. Projektantem odznaki był Bohdan Małachowski.